# 洛馬米國家公園
2°0′0″S 25°2′0″E / 2.00000°S 25.03333°E
洛馬米國家公園（法語：Parc national de la Lomami），是剛果民主共和國的國家公園，位於該國東部，處於洛馬米河中游，橫跨喬波省和馬涅馬省，成立於2016年，面積8,879平方公里。